# Datanglong
Datanglong („drak od města Datang“) byl rod velkého dravého dinosaura z kladu Carcharodontosauria, který žil na území dnešní jihovýchodní Číny (autonomní oblast Kuang-si) v období spodní křídy. Byl vzdáleným příbuzným později žijících a mnohem větších karcharodontosauridů, jako jsou jihoamerické rody Giganotosaurus nebo Mapusaurus.

## Historie a popis
Fosilie tohoto teropoda byly objeveny v sedimentech souvrství Sin-lung (Xinlong) nedaleko města Ta-tchang (Datang; také geologické pánve Datang - odtud rodové jméno dinosaura). Typový druh D. guanxiensis byl formálně popsán týmem čínských paleontologů v roce 2014. Katalogové číslo holotypu je GMG 00001, sestává pouze z fosilií obratlů a pánevních kostí. Fosilie se dochovaly pouze v sekvenci o délce jednoho metru, celková délka tohoto teropoda však činila asi 7 až 8 metrů a hmotnost kolem 1,4 tuny. Podle jiných údajů mohl měřit dokonce 9 metrů a vážit asi 3 tuny. Jednalo se tedy o velkého a robustního predátora.

## Klasifikace
Podle italského paleontologa Andrey Caua se nicméně může jednat také o bazálního (vývojově primitivního) zástupce skupiny Coelurosauria. V tom případě by se jednalo o prvního teropoda s tímto zařazením, dosahujícího skutečně gigantických rozměrů. mohlo by se však jednat také o zástupce kladu Megaraptora. Sesterským druhem je pravděpodobně thajský taxon Siamraptor suwati.